# 382
El 382 (CCCLXXXII) fou un any comú començat en dissabte del calendari julià.

## Esdeveniments
- 3 d'octubre - L'emperador Teodosi I el Gran, signa la pau amb els visigots, que s'instal·len al sud del Danubi.[1]
- Comença la traducció Vulgata de la Bíblia, la més famosa en llatí.[2]